# アレックス・ミラー (自転車選手)
アレックス・ミラー（Alex Miller、2000年11月20日 - ）は、ナミビア出身の男子自転車競技（マウンテンバイク・クロスカントリー(XC)）、自転車ロードレース選手。2020年東京オリンピックのナミビア代表選手である。

## 主な戦歴

### マウンテンバイククロスカントリー
- アフリカ競技大会
  - 2019年　 3位 クロスカントリー マラソン

- アフリカ大陸選手権
  - 2018年   3位 クロスカントリー ジュニア

- ナミビア国内選手権
  - 2019年  優勝 クロスカントリー
  - 2020年  優勝 クロスカントリー
  - 2021年  優勝 クロスカントリー

### ロードレース
- ナミビア国内選手権
  - 2019年  優勝 ロードレース